# Giulio Agrio Tarrutenio Marciano
Giulio Agrio Tarrutenio Marciano (in latino Iulius Agrius Tarrutenius Marcianus; fl. V secolo) è stato un politico romano.
La sua carriera è nota attraverso l'iscrizione posta sulla base (poi perduta) di una statua a lui dedicata dal Senato romano, dopo che ne aveva fatto parte per trent'anni; la base fu ritrovata nell'orto di Sant'Alessio all'Aventino, a Roma, ma la tipologia di monumento e il fatto che fosse stato proposto dal Senato e approvato dall'imperatore suggerisce che originariamente fosse collocata in un luogo più prestigioso, come il Foro di Traiano.
La data dell'iscrizione non è nota, ma il fatto che Marciano fosse probabilmente figlio di Tarrutenio Massimiliano e nipote di Mariniano colloca la sua carriera alla metà del V secolo, probabilmente tra il 430 e il 450. Fu probabilmente cognato di Anicio Acilio Glabrione Fausto.
Vir clarissimus e inlustris, iniziò la sua carriera, come consuetudine per un aristocratico romano, come quaestor candidatus e pretore; ricoprì poi la carica di consularis (governatore) Siciliae.
Il passo successivo della sua carriera è l'inedito proconsolato dell'Oriente, proconsuli Orientis, con il diritto di dare udienza agli appelli. Se da una parte è verosimile che questa carica sia equivalente al meglio attestato Comes Orientis, il fatto che un senatore occidentale ricoprisse una carica orientale può significare che Marciano era riuscito a riscuotere il favore della corte orientale, oppure che per qualche ragione in quel periodo della sua carriera le province dell'Africa romana non fossero disponibili per essere assegnate ai governatori (ad esempio dopo l'occupazione di Cartagine da parte dei Vandali nel 439).
L'iscrizione sottolinea l'importanza del fatto che Marciano fece parte per tre volte di un'ambasciata a nome del Senato presso l'imperatore; non è possibile dire con certezza quali ambasciate fossero, ma nel 437 a Costantinopoli si celebrò il matrimonio di Valentiniano III e Licinia Eudossia, e in questa occasione Marciano potrebbe aver ricevuto il proconsolato d'Oriente. Infine, ricoprì l'incarico di praefectus urbi, ottenendo per la seconda volta il diritto di dare udienza agli appelli.